# تربية أسماك الزينة

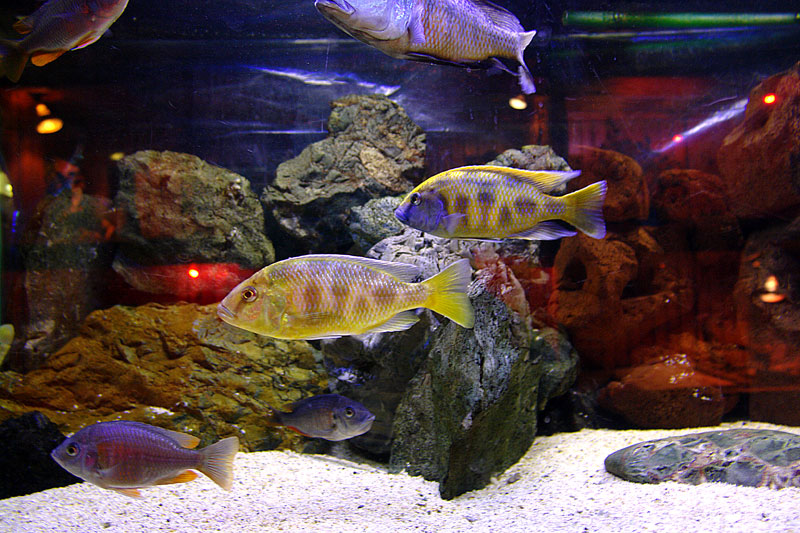
حوض أسماك زينة من الصدع الإفريقي

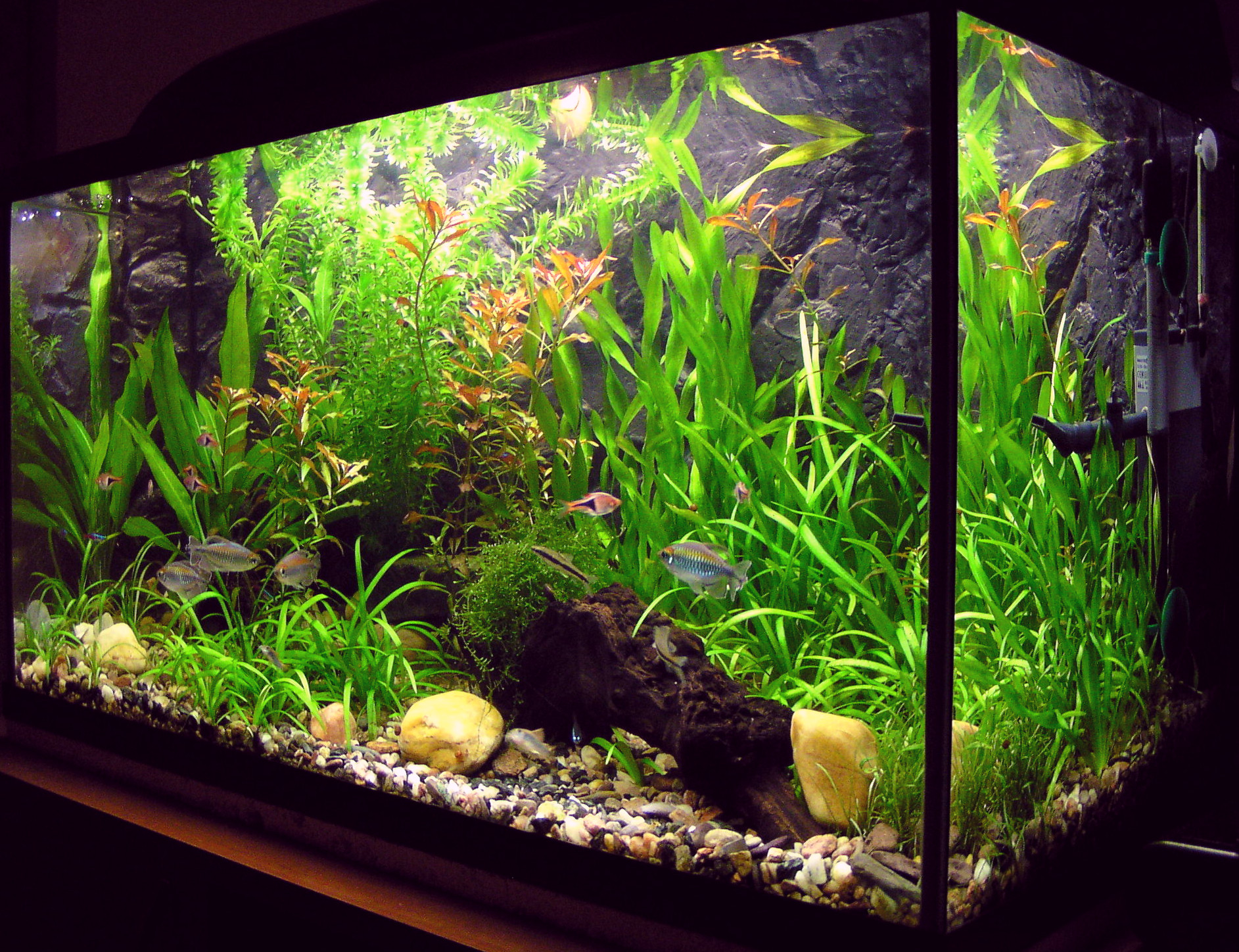
حوض أسماك زينة سعته 100 لتر.

تربية أسماك الزينة هي هواية تكون بحفظ الأسماك في المنزل بحوض أو بأي إناء فيه ماء، وتستخدم أيضاً كنوع من التزيين والتجميل للأماكن. وتعاني تربية أسماك الزينة اليوم من محدودية معرفة الهواة بقواعد تربية الأسماك، ولا يهتم بائعوا أسماك الزينة بتقديم الإرشادات الصحيحة للمشترين؛ مما يؤدي في الغالب لعدم نجاح هذه الهواية على المدى الطويل.

## التجهيزات
للبدء في تربية الأسماك يتوجب تهيئة البيئة المناسبة للأسماك، وتتلخص هذه البيئة بالمعدات التالية:

### أنواع أحواض الأسماك

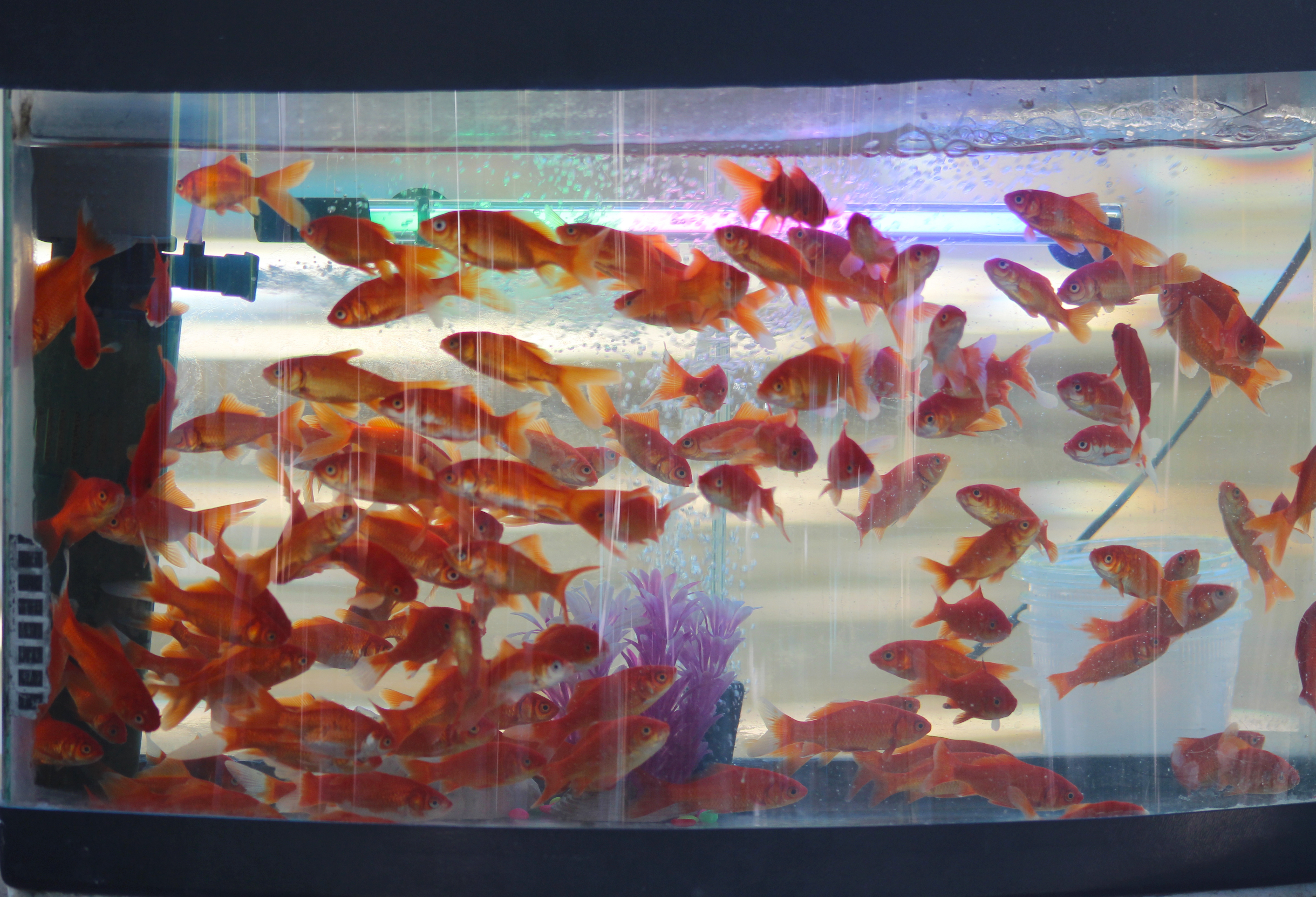
حوض سمك ذهبي زجاجي

لأحواض تربية أسماك الزينة نوعان أساسيان. ويأتيان بأشكال مختلفة، وهذان النوعان هما:
- حوض زجاجي: وهو النوع الأكثر شيوعا والأوسع استعمالا، ولكن قد يكون ثقيل الوزن، وبخاصة أحجام الأحواض الكبيرة.
- حوض الإكريليك: وهو نوع خاص من البلاستيك الشفاف القوي، قد يكون أجمل شكلا، ولكن هذه المادة تعاني من سهولة الخدش؛ مما يجعلها تفتقد العنصر الجمالي. كما أن تكلفتها أعلى كثيرا من تكلفة الأحواض الزجاجية.

مهم:لتجنب الأمراض الطفيلية الناتجة عن المواد المطهرة، خاصة من يستعمل ماء الحنفية، يجب ترك مائها لمدة 21 يوما، بعد هذا يمكن وضع التجهيزات مع مراعاة نوع السمك وبيئته الأصلية لتوفير مناخ أقرب ما يكون لمناخها وبيئتها الأصليين.

### النباتات الطبيعية في حوض الزينة
النبات الطبيعي في الحوض يعطيه جمالا لا يقل عن جمال الأسماك ذاتها. بل إن كثيرين يستعملون الحوض من أجل الاستمتاع بالمظهر الجميل للنباتات من دون الأسماك. هذه القيمة الجمالية هامة جدا وكافية لأن تجعل الهاوي مهتما بوجود النباتات. لكن ثمة فوائد أخرى للنباتات، منها:
- يعتبر النبات ملجأ للأسماك الضعيفة يقيها مطاردة الأسماك القوية.
- يشكل النبات مصدرا غذائيا للأسماك العشبية في حال التقصير في تقديم الطعام لها.
- يعد النبات مكانا آمنا نسبيا لوضع البيض لأنواع من الأسماك. كما يتقوت عدد من الكائنات الحية الدقيقة على النبات؛ حيث تستفيد صغار الأسماك منها للتغذية.
- يساهم النبات في استهلاك جزء من الكربون والنيترات الموجودة في الماء كناتج عن عملية التنفس الحيوية، وتحول هذه الغازات إلى أوكسجين داعم للأسماك.
- يضيف النبات لحوض السمك جمالا ورونقا يجعل منه بيئة مائية مماثلة للبيئة الطبيعية إلى حد كبير.

### غذاء الأسماك

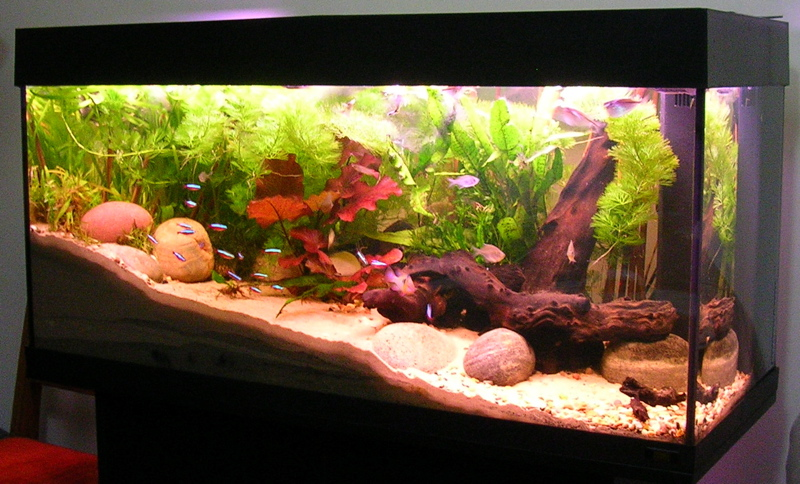
حوض أسماء مياه عذبة.

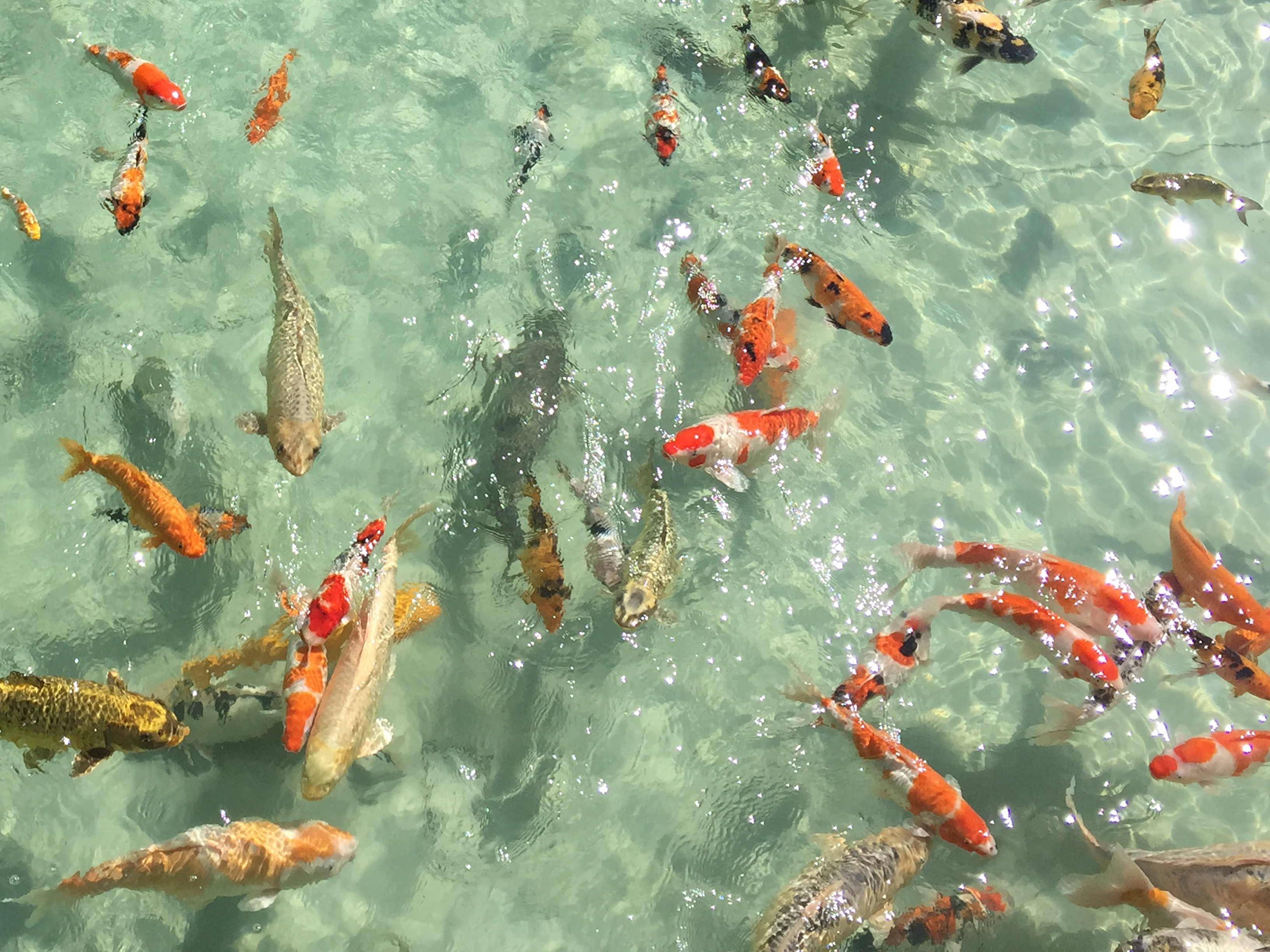
كوي و سمك ذهبي) من الصين واليابان.

الاهتمام بالغذاء المتوازن لأسماك الزينة يساعدها على البقاء. ومن المهم إطعام الأسماك بعد أن تستقر في بيئتها الجديدة، وتتأقلم معها، وذلك يستلزم بضع ساعات فقط. ويفضل قطعا الحصول على غذاء السمك من متاجر بيع أسماك الزينة، حيث إن الطعام المنزلي قد لا يناسبها؛ ومن ثم يتحول إلى مصدر تلوث لحوض التربية. وهناك أشكال متعددة ومتنوعة من الغذاء لكل نوع من أنواع سمك الزينة. وهناك أنواع من السمك يجب أن تطعمها غذاء حيا مرة في الأسبوع على الأقل ويتكون الطعام الحي أساسا من الديدان.
وتجدر مراعاة إبعاد غذاء الأسماك عن الأطفال، أو وضعه في مكان آمن؛ حتى لا يعبث الأطفال بالطعام. وإعطاء الأسماك الغذاء بكميات كبيرة وتكرار هذه العملية يضر بالأسماك، ويعجل بتلوث الحوض من بقايا طعام الأسماك التي تترسب في قاع الحوض مما يؤدي إلى مرض الأسماك وموتها. لذا من المهم أن يكون ثمة شخص واحد هو من يتولى عملية إطعام الأسماك، أو يتواجد حين يطعم الأطفال الأسماك؛ ليتأكد من عدم زيادة الطعام عن حاجة الأسماك حتى لا يتلوث الحوض. ومع الوقت، سوف يتعرف المربي على كمية الطعام الكافية لأسماكه.
ومن المهم كذلك الحرص على شراء الطعام الملائم للأسماك، واختيار الطعام المنتج من شركات معروفة، والابتعاد عن الأطعمة مجهولة المصدر. وتجدر الإشارة لضرورة تنويع طعام الأسماك من وقت إلى آخر.
و الأسماك عادة تنقسم لثلاثة أنواع من حيث تناولها لغذائها، فبعض الأنواع تفضل تناول غذائها من سطح الماء مباشرة كأسماك البلاتي، و البعض الآخر من قاع الحوض كأغلب أنواع الكات فيش أما النوع الثالث فيتناوله في المسافة المنصفة بين السطح والقاع مثل أغلب أسماك التترا.

## أمراض أسماك الزينة وطرق العلاج

### الإصابة بالفطر
- الأعراض: ظهور بطش لها ملمس قطني في مكان واحد أو أكثر من جسم السمكة. وتظهر هذه البطش أولا على هيئة كدمة في الجسم.
- العلاج: يمكن استخدام مضاد الفطر سالكس. كما يمكن مس الأجزاء المصابة بمحلول مخفف من اليود أو الميكروكروم. كما يعالج الحوض نفسه بإضافة 1 % من ثاني كرومات البوتاسيوم للمحلول ويستمر العلاج لمدة أسبوع، وبعد شفاء السمكة يجب تغيير ماء الحوض.

### إصابة عين السمكة بالفطر
- الأعراض : هذه الإصابة سببها الفطر، ويمكن أن تكون قاتلة للسمكة. وفيها تظهر عين السمكة كأنها مغطاة بزغوة بيضاء تتحول إلى الحالة القطنية في المراحل المتأخرة.
- العلاج: مس عين السمكة بـ 1 % بمحلول ثاني كرومات البوتاسيوم، أو استعمال دواء السالكس بواقع نقطة لكل لتر ماء، الترسيب الأحمر الذي يتكون على العين أثناء العلاج غير مؤذ للسمكة.

### جحوظ العينين
- الأعراض : تجحظ العين بسبب تكون سائل خلفها.
- العلاج : غير معروف علاجه.

### تآكل الذيل أو الزعانف
- الأعراض : وجود تآكل بالذيل أو الزعانف.
- العلاج : يعالج هذا الداء بالأوروميسين 10 مجم، ويضاف لوعاء به 2 لتر ماء. أما الحوض فيمكن علاجه بـ 250 إلى 500 مجم من الأوروميسين لكل جالون. وبعد الأوروميسين توضع السمكة في محلول ملح مركز مكون من 4 ملاعق ملح سفرة لكل جالون. كما يمكن استعمال دواء السالكس.

### النقطة البيضاء
- الأعراض : فقدان الشهية، وانتفاخ في البطن، وتكون براز سميك على الجسم والزعانف مما يسبب التهابها. كما يلاحظ بطء حركة السمكة وارتخاء زعانفها وخاصة زعنفة الظهر، وتدريجيا يؤدي لموت السمكة. كما أن هذا المرض يسبب العدوى لبقية الأسماك في نفس الحوض.
- العلاج : يكون برفع درجة حرارة الماء إلى ما بين 27 – 29 درجة مئوية مما يسرع من دورة حياة الطفيل ويخرجه من تحوصله وهنا يمكن استخدام العلاج بنجاح كبير. استخدم دواء أنتي هوايت سبوت وهو ذو كفاءة علية جدا. وبعد 6 ساعات يزول المرض تماما.

Georgia Aquarium

### الإمساك
- الأعراض : فقدان للشهية، وانتفاخ في البطن، مع تكون براز سميك ناشف.
- العلاج : يكون بغسل الأكل الجاف للسمك في زيت برافين طبي أو جلسرين أو زيت خروع، فإذا رفضت السمكة هذا الطعام يجب التوقف عن إطعامها الطعام الجاف وإعطائها بدلا منه الطعام الحي (الديدان).

### الاستسقاء
- الأعراض : انتفاخ في البطن كما لو كانت السمكة ستضع البيض، مع تصلب قشور السمكة وبروزها إلى الخارج.
- العلاج : لا يوجد علاج لهذه الحالة. حتى المضادات الحيوية غير ذات قيمة. ويقترح البعض عملية بذل للسائل الموجود بالجسم؛ ولكنها عملية محدودة الفائدة.

### الفلاك
- الأعراض : تفقد السمكة لونها وتصير شاحبة، وترتخي زعانفها، ويصبح الجلد لزجا، وتظهر نقاط دم حمراء صغيرة على الجسم والزعانف، ويكون التنفس سريعا في هذه الحالة.
- العلاج : تعالج السمكة بخمس نقط من 5 % ميثيلين أزرق لكل جالون ماء أو 1 – 100 محلول فورمالين وماء.

### البثور
الأعراض : ليست إصابة محدودة ولكنها مجموعة من طفيل السيروزا، يسبب بثورا على جسم السمكة.
العلاج : غير معروف علاجه، ويمكن نقل السمك المصاب في الحال وعلاجه كما في علاج النقط البيضاء. فإذا فشل العلاج يجب إبعاد السمكة المصابة حتى لا تسبب العدوى للسمك السليم.

### العلقة
- الأعراض : يظهر طفيل مرئي ملتصقا بجسم السمكة، ويمتص دمها.
- العلاج : توضع السمكة المصابة في 2.5 % محلول ملح لمدة نصف ساعة، ثم يُلتقط الطفيل الباقي بواسطة ملقط، وتمس منطقة الإصابة تحته بالميكروكروم.

### قملة السمك
- الأعراض : طفيل خارجي مرئي للعين يلتصق بجلد السمكة بواسطة ماصتين ويعيش على الدم الذي يمتصه من السمكة.
- العلاج : يجب إزالة الطفيل من على جسم السمكة بواسطة ملقط، ثم تمس النقطة الناتجة بعد إزالة الطفيل بماء الأكسجين أو الميكروكروم. وإذا صعبت إزالة الطفيل؛ يمكن مسه بقطعة من الملح. وحديثا أمكن القضاء على قمل الماء باستخدام مركب تري كلورفون 1 مجم لكل لتر.

### بروز القشور
- الأعراض : تبدأ قشور في الظهور على جسم السمكة كله، وتتحرك السمكة ببطء، وتزداد سرعة تنفسها، ويُشلُّ الذيل، وتبقى السمكة في جانب الحوض من أعلى.
- العلاج : أوروميسين 25 مجم لكل جالون ماء مع تغيير الماء كل أسبوعين.

### السل
- الأعراض : فقدان الشهية، ونقص في الوزن، وبطء في الحركة، وظهور نقطة صفراء على الزعنفة الذيلية، مع ظهور اعوجاج في العمود الفقري والفكين. ويمكن ملاحظة سلوك غريب للسمكة؛ حيث تسبح بطريقة مائلة وغير طبيعية. وهذا المرض غير معد للإنسان.
- العلاج : ستريتوميسين وبارا أمينو ساليسلك الحامض Pas في الحالات الحديثة بواقع 10 حبات لكل جالون ماء.

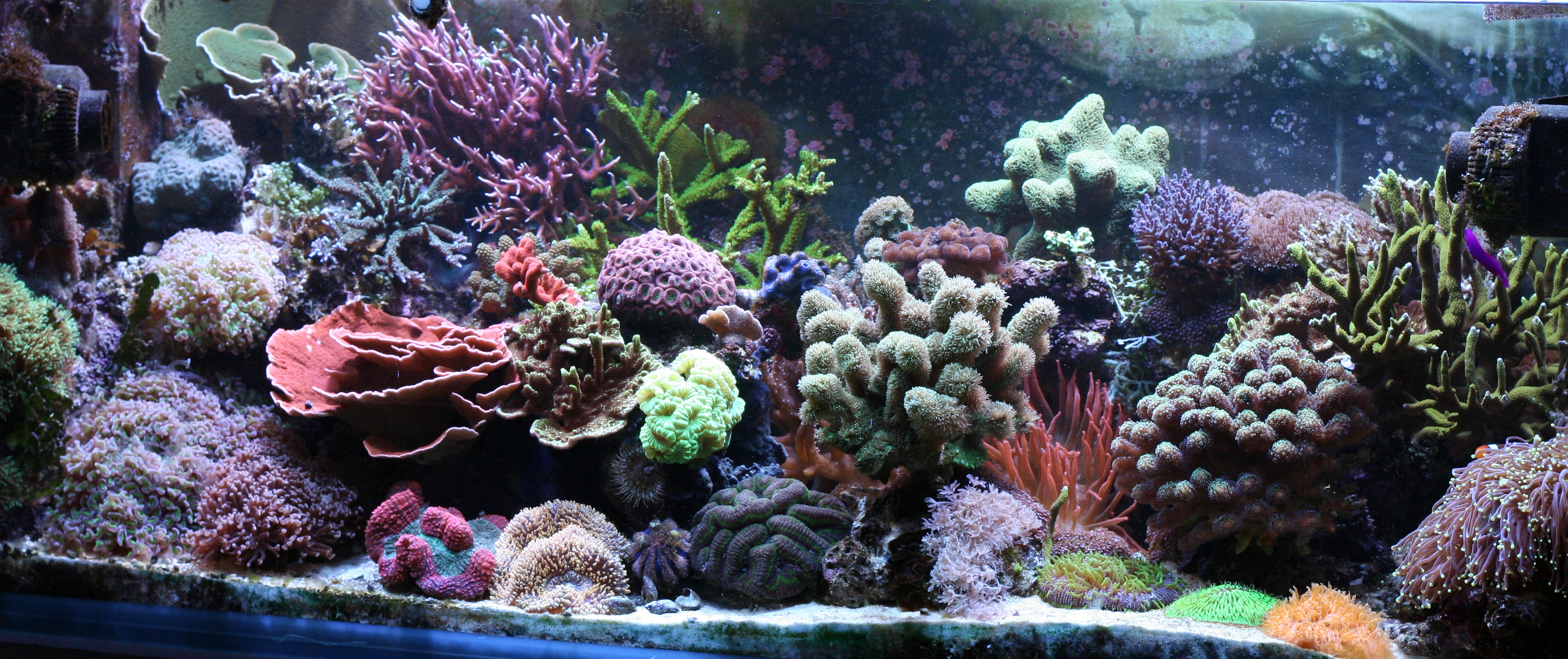
شعب مرجانية في حوض أسماك

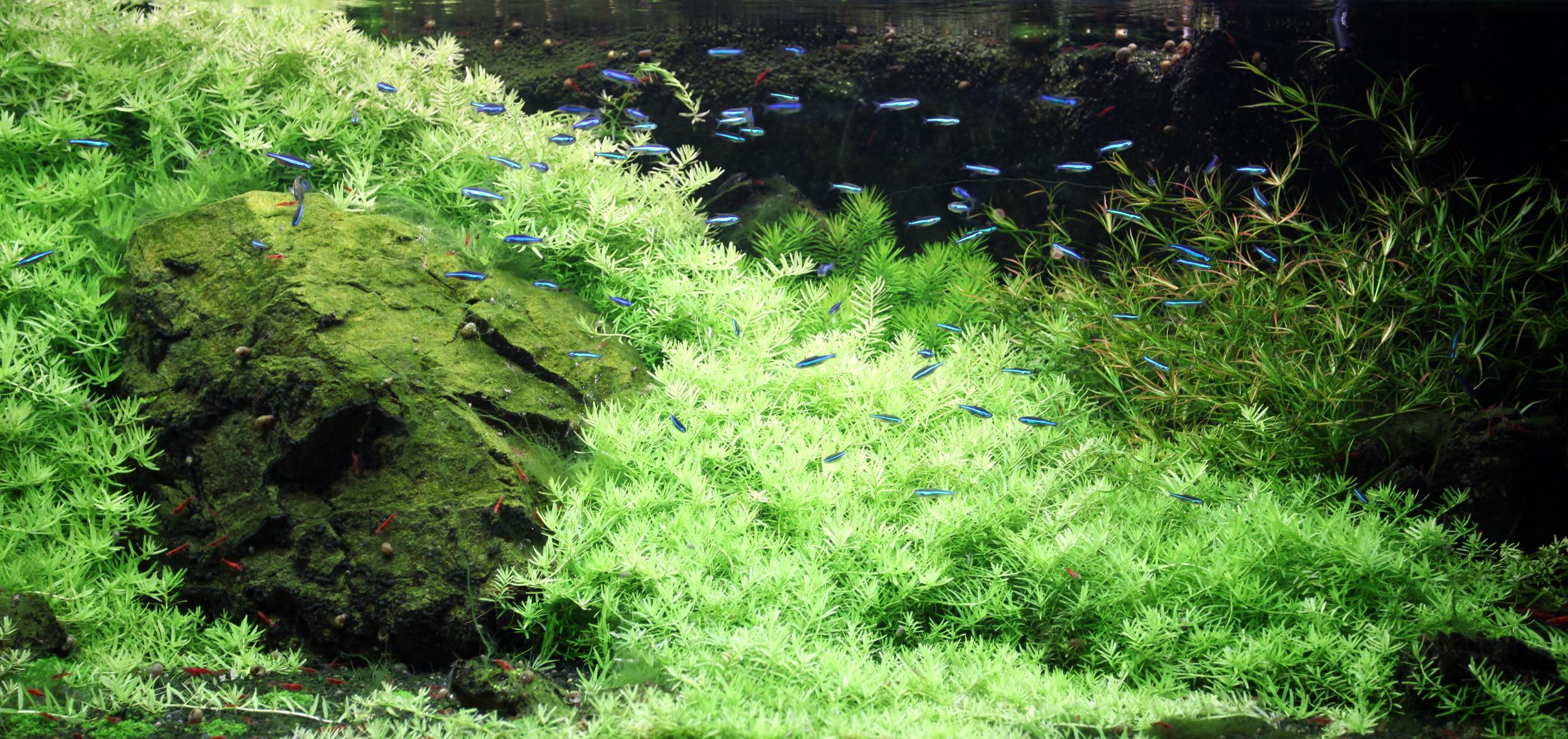
حوض أسماك مياه استوائية.

### مَرَضْ القطيفة
- الأعراض : ظهور نقاط أصغر من النقط البيضاء؛ ذات مظهر مخملي قطيفي الشكل على الجسم الذي يظهر كما لو كان عليه بودرة صغيرة الذرات.
- العلاج : كما سبق ذكره عند علاج النقاط البيضاء، وذلك باستعمال مركب أنتي هوايت سبوت.

### مرضالنيون تترا
- الأعراض : تتكون نقط على الخط الأزرق المخضر لسمكة النيون تترا وهذه المساحة تمتد وتزيد مع تطور المرض.
- العلاج : غير معروف علاجه ولكن يجرب علاجه بـ 250 مجم لكل من التراميسين والأوروميسين معا لكل 15 جالون من ماء الحوض.

### ظهور السمك تحت الماء مباشرة
- الأعراض : ظهور السمك تحت الماء دلالة على تلوث الماء أو تلوث الحوض بوجود بقايا متعفنة من الطعام أو سمك ميت ترك في الحوض سهوا أو ارتفاع نسبة ثاني أكسيد الكربون.
- العلاج : غير ثلث كمية مياه الحوض ثم شغل الهواء جيدا فربما يكون ضعيفا أو متوقفا، ثم ارفع سبب التلوث.

### التأرجح غير المتزن
- الأعراض : تتأرجح السمكة في الحوض، وتفقد توازنها. وهذا غالبا ما يكون نتيجة انخفاض كبير في درجة الحرارة أو غذاء غير مناسب يسبب إصابة الأمعاء بالبكتريا أو بعض الاضطرابات بالمثانة الهوائية.
- العلاج : يستخدم جرام ملح لكل لتر ماء واغمس السمكة في هذا المحلول لفترة قصيرة ثم ضعها مرة ثانية في الحوض واعتمد في التغذية على الغذاء الحي لمدة ثلاثة أيام.

### فتح الفم بصفة دائمة
- الأعراض : تفتح السمكة فمها دائما، وهو ما يكون نتيجة ابتلاعها لقطعة حصى صغيرة؛ أو بسبب نقص اليود الذي يسبب تورم الغدة الدرقية مصحوبا بظهور نقاط حمراء صغيرة أسفل الفم مباشرة.
- العلاج : إذا كان السبب ابتلاعها الحصى فالعلاج يكون باستخراجه، وإن كان السبب نقص في اليود يمكن استعمال غذاء غني باليود.

## احتياطات صحية تتعلق بأسماك الزينة
.

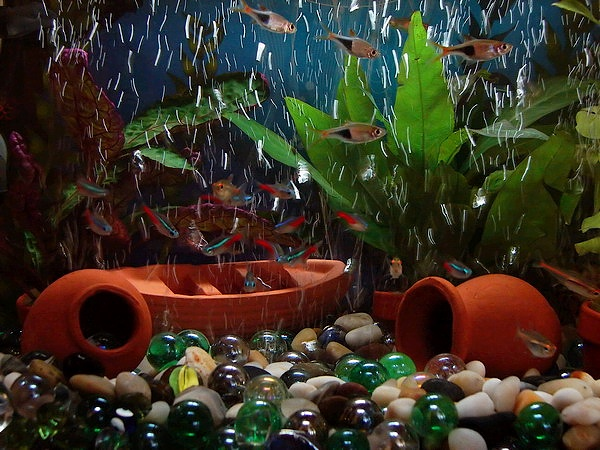

- رصد الباحثون سلوكا خاطئا لدى بعض مربي أسماك الزينة يتمثل في غسل الحوض بالماء والصابون. فالصابون وغيره المنظفات يحوي عددا من من المواد الكيمائية التي تتسبب في قتل أسماك الزينة. وفي حالة الاضطرار لاستعمال الصابون أو المنظفات لتنظيف الأحواض؛ يتعين على المربي أن يغسل الحوض بالماء فقط أو تنظيفه جيدا من الصابون.
- كما يضع بعض المربين عناصر زينة معدنية في أحواض الأسماك. وتجدر الإشارة إلى أن المواد المنحلة من المعدن ذات تأثير سمي على الأسماك. لذلك يفضل استخدام المواد البلاستكية أو الزجاجية أو الطبيعية كالخشب الذي يغرق بحيث يستقر في قاع الحوض.
- ويقع بعض المربين في خطأ إمساك الأسماك باليد. وهذا السلوك يؤثر سلبا على المادة المخاطية المحيطة بجسم السمكة، والتي تحميها من الميكروبات. وعوضا عن ذلك، يفضل استخدام الشبكة المخصصة لذلك الغرض.
- كما لاحظ الأطباء أن بعض المربين يتركون مياه الأحواض لفترة طويلة؛ معتمدين على فلاتر التنقية. وهذا غير صحي لأسماك الزينة. ومن المفيد لهذه الأسماك القيام بتبديل ربع ماء الحوض كل أسبوعين لتجديد الماء وتجديد الأكسجين فيه، وكذلك لتجديد المواد العضوية في الماء. كما أنه من المهم القيام بغسل فلتر الحوض مرة كل أسبوع على الأقل.

## جهاز تنقية مياه الأحواض (الفلتر)
جهاز تنقية مياه الأحواض (الفلتر) هو جهاز أساسي لتهيئة البيئة المناسبة لعيش أسماك الزينة؛ حيث تنشاْ داخله البكتيريا المفيدة التي تقوم بتحليل الفضلات الضارة التي تخرجها الأسماك داخل الحوض.
وثمة ثلاثة أنواع من جهاز تنقية مياه الأحواض (الفلتر)، أهمها الفلترة البيولوجية التي تعتمد على توفير الأكسجين في الماء، وتوفير البكتيريا الإيجابية في الفلتر وعلى سطح حجارة الحوض لتحويل الفضلات السائلة والصلبة إلى مواد غير سامة.
وهناك عدد من أنواع الفلاتر التي يمكن استعمالها، وهي:
- فلتر خارجي: Canister: ينصح به للأحواض متوسطة الحجم والكبيرة(70 سم فما فوق). قم باختيار الفلتر الذي يستطيع ضخ من خمس إلى عشر مرات كمية الماء في الحوض خلال ساعة.

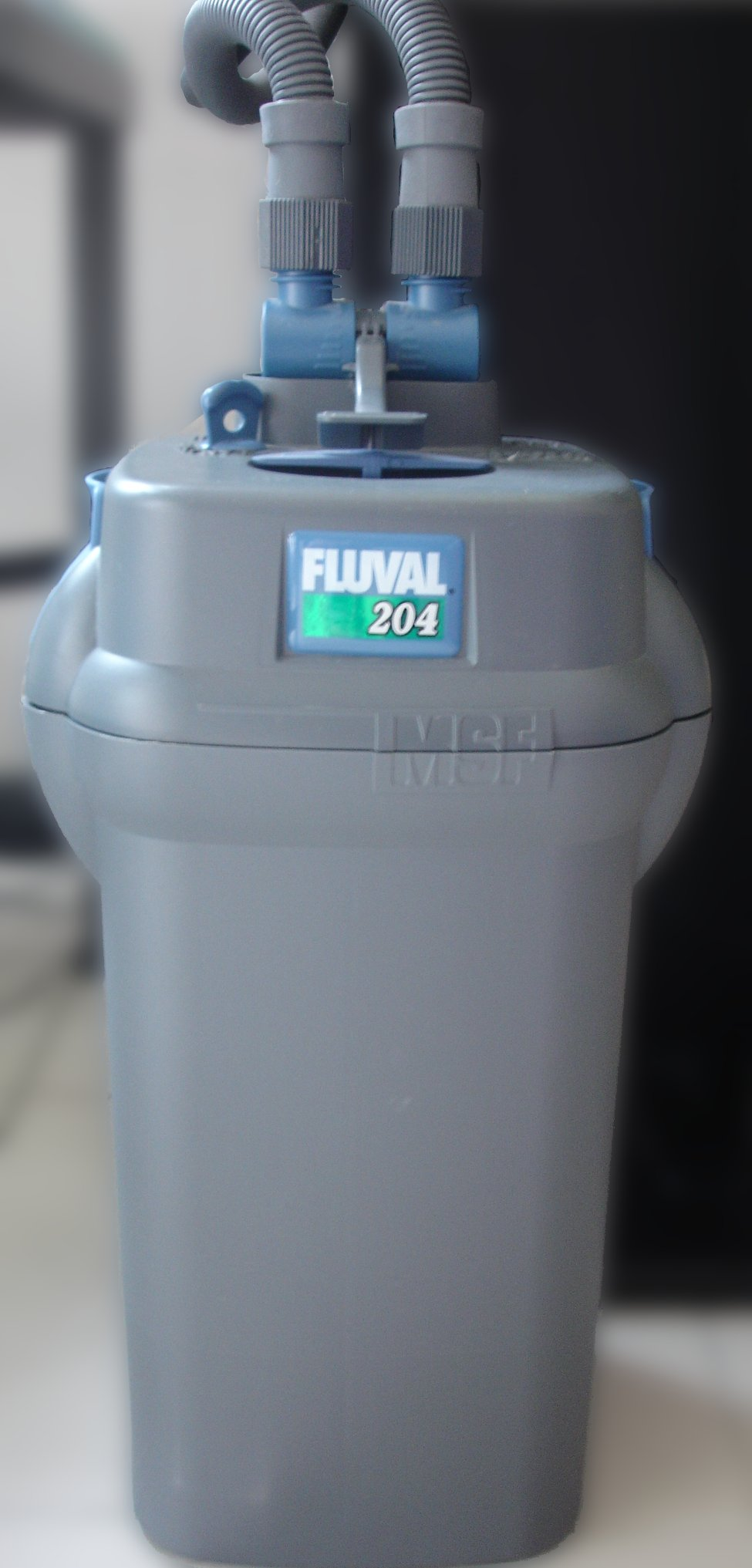
فلتر خارجي

- فلتر كهربائي داخلي: Power Filter: ينصح به للأحواض متوسطة الحجم (70 سم إلى متر بسعة حوالي 150 لتر ماء) أو كفلتر مساعد في الأحواض الكبيرة.
- فلتر صندوق باستعمال مضخة الهواء Box filter: يستعمل في المسامك الصغيرة, 50 سم فما دون.

يعبئ الفلتر باستخدام أنواع خاصة من المواد من أهمها، قطع السيراميك الخاصة التي يوجد فيها مسام كثيرة تمكن البكتيريا من التواجد، والفوم القطني الذي يشكل شبكة للفلترة الميكانيكية والذي تتكائر عليه البكتيريا بسبب كثرة مسامه.

## زينة أحواض السمك غير النباتية (الديكور)
ويشمل الأحجار بسمك حوالي 3 سم، ويستحسن أن تكون داكنة اللون. ويفيد المتخصصون أن استعمال حجارة من الأرض أو الأنهار أو البحر أو الأصداف البحرية ذو تأثير سلبي في تجهيز أحواض التربية. وفضل شراء المزينات والديكورات من محلات بيع مستلزمات الحيوانات الأليفة؛ حيث يجب تلافي الأحجار التي تنتج مواد ملحية في الماء، كما أنه من المهم أن تكون معقمة وغير ملوثة.
الديكورات تشمل أيضا النباتات الصناعية.
وهناك بعض الديكورات ذات الطبيعة الوظيفية؛ حيث تستخدم لضخ الهواء، وحماية الأسماك الصغيرة لكي لا تأكلها الأم (كالصخور المجوفة).
ومن المهم تجنب وضع أية مواد معدنية، لأن أجزاء من هذه المعادن تتحلل وتتسبب في توفير بيئة غير صحية لأسماك الزينة قد تتسبب في موتها. والأفضل استخدام كهوف أو أواني من الفخار ليختبئ بها السمك الصغير .

## أدوات تنظيف أحواض السمك
يتواجد في محلات الحيوانات الأليفة مضخات ماء شبيهة بمضخات الكاز البيتية ولكن تتسم باتساع فوهتها بما يمكن من تنظيف الرواسب على أرض الحوض وبين الحجارة بسهولة، وتساعد على التخلص من العناصر المعدنية الضارة بالأسماك كذرات الحديد والمواد المعدنية والصابون وكل ما يفرز الروائح ويتسبب في تحويل بيئة المسامك (أحواض الأسماك) إلى بيئة غير صحية.

## أدوات التدفئة

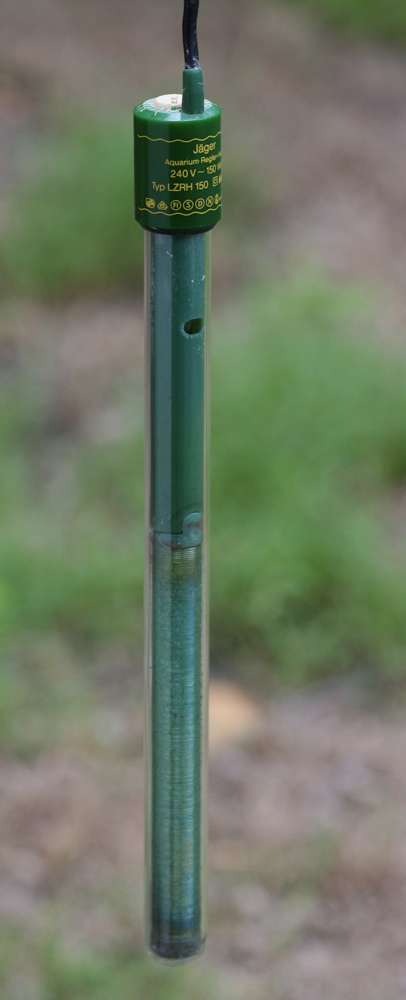
دفايه لتنظيم الحرارة خاصه بالشتاء

لتربية الأسماك الاستوائية (Tropical Fish)، وهي الأسماك الأكثر شيوعا والأجمل في هذه الهواية، يتعين المحافظة على درجة حرارة ثابتة للماء. درجة الحرارة المناسبة تعتمد بالأساس على نوعية السمك، ولكن معظم أنواع الاسماك تعيش بين درجة حرارة 20-30 درجة مؤية. ويتوجب الحفاظ على الحد الأدنى من الحرارة، وبخاصة في الشتاء. لهذا الغرض تستعمل دفاية خاصة توضع داخل الحوض وتعمل على تسخين الماء والمحافظة على درجة حرارة ثابتة باستخدام نظام ثرمستات. كما تسطيع مراقبة الحرارة باستخدام مقياس حرارة يلصق على الزجاج أو يوضع داخل الماء.
إن تغير درجة حرارة الماء لا يجوز أن يتجاوز الدرجة المئوية الواحدة في اليوم لتجنب حدوث أضرار للأسماك. ولذلك يتعين انتقاء مدفأة ذات قوة كافية؛ تستطيع المحافظة على درجة ثابتة حسب حجم الحوض. كما أنه من المهم استخدام أحواض كبيرة نسبيا؛ حيث إن التغيير في درجة حرارة الحوض الكبير بطيئة مقارنة بالأحواض الصغيرة؛ مما يجعل بيئة الحوض ملائمة أكثر لتربية الأسماك.